# ESky
eSky е международна туристическа компания, основана през 2004 г. , която оперира на повече от 50 пазара в Европа, Южна и Северна Америка, както и в някои страни в Африка и Азиатско-тихоокеанския регион . В качеството си на онлайн туристическа агенция  тя продава city break пътувания  и пакетни почивки , като обединява полети и хотели в динамични пакети , както и самолетни билети, настаняване и допълнителни услуги за пътниците (например застраховки, летищни трансфери, коли под наем и билети за спортни събития и атракции), използвайки специално създадената си търсачка – eSky Travel Search .
Компанията оперира под марките eSky (в Европа, Северна Америка, Африка, Азия и Океания) , eDestinos (в Латинска Америка)  и Thomas Cook (във Великобритания, Нидерландия, Белгия) . Тя е акредитиран агент от Международната асоциация за въздушен транспорт (IATA) .

## Бизнес профил
eSky оперира на европейските пазари (Австрия, Белгия, Босна и Херцеговина, България, Хърватия, Чехия, Дания, Финландия, Германия, Унгария, Ирландия, Италия, Молдова, Холандия, Норвегия, Полша, Португалия, Румъния, Сърбия, Словакия, Испания, Швеция, Швейцария, Турция и Обединеното кралство ), в Южна Америка (Аржентина, Боливия, Бразилия, Чили, Доминиканската република, Гватемала, Хондурас, Колумбия, Коста Рика, Никарагуа, Панама, Парагвай, Перу, Пуерто Рико и Салвадор), Северна Америка (САЩ, Мексико), Африка (Мароко, Египет, Нигерия, Кения и Южна Африка) и Азиатско-тихоокеанския регион . В Южна Америка компанията оперира под марката eDestinos .
eSky продава самолетни билети на близо 600 авиокомпании в цял свят  и предоставя хотелски резервации (над 1,3 млн. обекта) – и двете се предлагат и под формата на продукт City Break и Почивки (Полет+хотел) , известен в туристическата индустрия като динамичен пакет. Предлага също така туристически застраховки и услуги за наемане на автомобили, летищни трансфери и резервации на паркинги. Компанията разработва и eSky Travel Search – специално създадена търсачка за туристически продукти .
Седалището на eSky се намира в Катовице, Полша .

## История
Лукаш Хабай, Лукаш Крески и Агниешка и Пьотр Стефниевскиi основават компанията през 2004 г., която първоначално се занимава с пътувания в рамките на програмата Work and Travel . От 2005 г. тя продава самолетни билети чрез своята онлайн платформа. През 2009 г. eSky стартира онлайн система за хотелски резервации и продажба на туристически застраховки, а през 2015 г. – услуга за наемане на автомобили . В резултат на трансформацията на дейността си в онлайн туристическа агенция през 2023 г. eSky въвежда динамичния пакетен продукт "City Break" и "Почивки“, като го интегрира с другите услуги, предлагани на платформата .
От 2008 г. компанията започва да оперира на чуждестранни пазари, първоначално чрез местни клонове в Европа и Южна Америка . През този период е пусната търсачката за туристически продукти eSky Travel Search (ETS) , която вече се използва и от външни партньори, включително Onet.pl, Fly4Free.pl и Pasazer.com .
През 2014 г. компанията си осигурява външен фонд за дялово участие като инвеститор . Година по-късно тя придобива TravelTECH, компания, фокусирана върху създаването и разработването на софтуер за туристическата индустрия. През 2015 г. eSky продава повече от един милион самолетни билета и генерира приходи от 1 милиард злоти .
През 2016 г. в съвета на директорите на дружеството настъпват промени в управленския модел. От 2016 г. до 2017 г. бившият главен изпълнителен директор на LOT Polish Airlines Себастиан Микош е председател на управителния съвет на eSky .
През юни 2017 г. 6,3% от акциите на eSky са закупени за 15,6 млн. злоти от Wirtualna Polska Group , която през март 2020 г. решава да продаде дела си в eSky чрез пут опция (put) .
През януари 2019 г. приложението за търсене на полети на eSky стартира с полската версия на Google Assistant .
През 2020 г. Лукаш Хабай, един от основателите на eSky, се завръща в компанията като главен изпълнителен директор, за да я преведе през най-голямата криза в туристическата индустрия, причинена от пандемията COVID-19 .
През февруари 2022 г. фондът MCI.PrivateVentures FIZ, собственост на публично регистрирания MCI Capital, сключва споразумение за закупуване на 55% от акциите на eSky . Целта на фонда е да подкрепи полската туристическа компания в укрепването на позициите ѝ на световния пазар и в изпълнението на стратегията ѝ за изграждане на технологично предимство. Основателите на eSky остават контролиращи акционери, притежаващи общо 45% от акциите на компанията, а сделката възлиза на приблизително 158 млн. злоти, включително рекапитализацията на компанията .
През 2023 г. за първи път в историята си eSky надхвърля 3 млрд. злоти приходи от продажби, постигайки резултат от 3,5 млрд. злоти в Обща стойност на транзакциите. От своя страна, EBITDA на компанията по това време възлиза на 81 млн. злоти. През 2023 г. 3,3 млн. клиенти използват услугите на компанията, а общият брой на резервациите възлиза на 2,2 млн .
През април 2024 г. eSky сключва партньорство с най-големия нискотарифен превозвач в Европа – Ryanair . Благодарение на споразумението клиентите на eSky получават достъп до пълната мрежа от маршрути и възможност да резервират полети директно в платформата на eSky . Целта на партньорството е постигане на прозрачност на цените и пряк достъп на клиентите на туристическата платформа до техните резервации на полети чрез системата на авиокомпанията . През април 2025 г. договорът за сътрудничество между eSky Group и Ryanair беше удължен с още две години .
През септември 2024 г. по силата на споразумение за придобиване, подписано с Fosun Tourism Group, eSky завършва придобиването на най-старата туристическа марка в света – Thomas Cook (с изключение на операциите ѝ в Китай и Индия) . Основната цел на придобиването eSky да влезе в тройката на най-големите доставчици на динамични пакетни почивки в Европа, като използва опита на Thomas Cook в областта на пакетния туризъм . За eSky този ход има за цел засилване на позициите в Обединеното кралство и Западна Европа , както и ускоряване на международното разширяване в страните, където марката Thomas Cook е най-известна . Thomas Cook е една от най-разпознаваемите марки на пазара на пътувания в Обединеното кралство . В резултат на придобиването британската компания получава достъп до списъка на eSky с полети на повече от 500 редовни и нискотарифни авиокомпании, като Lufthansa Group и Ryanair .
През декември 2024 г. е налично актуализирано приложение eSky 3.0 за Android и iOS. Наред с други неща, версията въвежда персонализирани „Изгодни оферти на деня“, разширява търсенето на полети по дата и продължителност на престоя и придобива нова област за управление на резервациите. През второто тримесечие на 2025 г. се планира да бъдат добавени динамични пакети за градски почивки и ваканции.
На 6 февруари 2025 г. Анджей Козловски, бивш вицепрезидент и финансов директор, пое поста на главен изпълнителен директор на eSky Group на мястото на Лукаш Хабай, който се оттегли по здравословни причини и остана член на Надзорния съвет. Козловски работи в компанията от 2015 г., а от 2016 г. е член на нейния Съвет на директорите. Той има повече от 15 години опит в областта на финансите и управлението, който е придобил, наред с другото, в Делойт и докато е ръководил растежа на eSky в оперативната и международната област, допринасяйки за увеличаване на EBITDA повече от 10 пъти.